# Bethany Balcer
Bethany Balcer (* 7. März 1997 in Hudsonville, Michigan) ist eine US-amerikanische Fußballnationalspielerin, die seit der Saison 2019 beim Reign FC in der National Women’s Soccer League unter Vertrag steht.

## Karriere

### College
Balcer spielte während ihres Studiums an der Spring Arbor University von 2015 bis 2018 für die dortige Universitätsmannschaft Spring Arbor Cougars, für die sie in 98 Spielen insgesamt 129 Tore erzielen konnte. Die Cougars erreichten in allen vier Spielzeiten das NAIA Final Four und gewannen zwei Meisterschaften. Balcer wurde dreimal zum NAIA National Player of the Year und viermal ins All-American Team gewählt, zudem ist sie die erfolgreichste Torschützin des Colleges.
Während ihrer Zeit im College spielte Balcer als Amateurin im Sommer für mehrere Profi-Teams. Sie führte 2017 den Grand Rapids FC zur Meisterschaft in der United Women’s Soccer, wobei sie in fünf aufeinanderfolgenden Spielen einen Hattrick erzielen konnte. Im folgenden Jahr spielte Balcer bei den Seattle Sounders in der Women’s Premier Soccer League.

### Verein
Im Frühjahr 2019 wurde Balcer vom Reign FC aus der National Women’s Soccer League verpflichtet. Sie wurde erstmals beim Auswärtsspiel des Reign FC bei den Houston Dash am 14. April eingewechselt. In der darauffolgenden Woche hatte Balcer im Heimspiel gegen Orlando Pride ihren ersten Einsatz in der Startelf und konnte bereits ihr erstes Tor erzielen.
Am Ende der Saison wurde Balcer als Rookie of the Year in der NWSL ausgezeichnet, nachdem sie in 24 Einsätzen insgesamt sechs Tore erzielen konnte.
In der Saison 2021 war sie zusammen mit zwei anderen Spielerinnen mit neun Toren zweitbeste Torschützin der Punktspielrunde.

### Nationalmannschaft
Am 27. November 2021 wurde sie in der 78. Minute des Freundschaftsspiels gegen  Australien zu ihrem ersten Länderspiel eingewechselt.

## Auszeichnungen
- NWSL Rookie of the Year 2019